# Mario + Rabbids Kingdom Battle
Mario + Rabbids Kingdom Battle é um RPG eletrônico baseado em turnos desenvolvido e publicado pela Ubisoft. É um crossover entre a franquia Mario, da Nintendo, e a franquia Raving Rabbids, da Ubisoft, tendo sido lançado mundialmente em agosto de 2017.

## Jogabilidade
Mario + Rabbids Kingdom Battle é um RPG com turnos de combate e elementos de exploração. O jogo apresenta oito personagens da franquia Mario (Mario, Luigi, Princesa Peach e Yoshi) e quatro Rabbids vestidos como personagens do mundo de Mario. Os personagens possuem armas que disparam raios laser. O jogo permite dois jogadores em modo cooperativo.

## Enredo
Em um certo mundo, uma cientista muito fã de Mario, com a ajuda de seu robô assistente Beep-0, cria um equipamento capaz de fundir objetos chamado SupaMerge. Contudo, há um problema de superaquecimento relacionado ao equipamento. De repente, enquanto a cientista não está, muitos Rabbids aparecem dentro de sua máquina do tempo, e um deles começa a fundir muitos objetos na sala, até que são acidentalmente mandados ao mundo de Mario, em que se estava festejando. Um vórtice, então, aparece no céu e suga a todos.  
Beep-0 é lançado pelo vórtice e encontra o coelho com o Supamerge que se funde a ele. Beep-0,agora com características que lembram um coelho, é salvo pelo Mario e eles se deparam com Rabbid Peach e Rabbid Luigi (Rabbids fundidos com cosplays de personagens de Mario pelo SupaMerge).Eles encontram Rabbids corruptos e recebem armas de um tal de FB para combatê-los.  
Logo nossos heróis começam a jornada por Ancient Gardens e travessam vários perigos e encontram Luigi no final do mundo eles encontram um Rabbid Homologo a Donkey Kong chamado de Rabbid Kong, Eles o derrotam e ele cai de uma torre devido a Rabbid Peach.  
Chegando no segundo mundo, Sherbet Desert ,eles percebem um vórtice no céu, no caso uma falha no continuum espaço-tempo que aumenta cada vez que derrotam os Rabbids corrompidos pelo SupaMerge 
Eles se deparam com Bowser Jr que faz ''amizade" com o Rabbid com o SupaMerge e o batiza de Spawny 
Eles encontram Toad e ele se reúne com Toadette ,Também encontram Rabbid Mario congelado embora ele saia do gelo depois. No fim, eles enfrentam outra criação do Bowser Jr, o Icicle Golem e com a ajuda da Princesa Peach eles o derrotam.
Logo eles adentram no terceiro mundo, Spooky Trails ,onde recebem estranhos e-mails de FB em que  fala de que eles tem que acordar um ser chamado Tom Phan, recuperando duas relíquias especiais para ele ajudar em sua jornada. Eles derrotam mais um mid-boss e se junta a jornada Rabbid Yoshi.
Por fim, FB manda um e-mail falando que sua conta foi hackeada ,comprovando que os últimos e-mails eram falsos, logo eles encontram Bowser Jr com Spawny e revela que além de hackear a conta de FB ;Tom Phan eram uma meia-mentira ;pois ele funde as relíquias com um Rabbid para formar um chefe cantor :Phantom
Mario e companhia o derrotam agora se aproximando do fim.
No quarto e ultimo mundo, The Lava Pit, Eles adentram para resgatar Spawny ;Enfrentando Bowser Jr e ganhando a confiança de Spawny depois de Yoshi salvá-lo de uma queda.
Porém, Spanwy logo se mostra hipnotizado por uma força misteriosa, uma criatura sai do vórtice
sendo uma manifestação do próprio vórtice, essa criatura chamada de Megabug absorve Spawny e ganha o poder de fundir dele e cria mais versões corruptas dos Rabbids.
Mario e companhia seguem o Megabug ate chegarem no Castelo do Bowser 
Bowser também é atraído pelo Megabug que se funde a ele se tornando MegaDragonBowser o último chefe que os heróis enfrentam e após uma longa batalha os heróis o derrotam expulsando Megabug do Bowser e por fim com um tiro combinado de suas armas o destroem de uma vez por todas, restaurando a paz no Reino do Cogumelo.
Nos créditos, uma estátua de Rabbid Peach é inaugurada, substituindo a da introdução do jogo e
Beep-0 usa a máquina de lavar do tempo para enviar o e-mail  inicial de FB para os heróis  no passado revelando que FB é Future Beep-0(beep-0 futuro) terminando o jogo.

## Desenvolvimento
Mario + Rabbids Kingdom Battle foi desenvolvido pela Ubisoft Milão e Ubisoft Paris usando o motor de jogo Snowdrop, propriedade da Ubisoft. Shigeru Miyamoto, criador de Mario, ficou impressionado com o protótipo de crossover entre Mario e Rabbids que lhe foi apresentado pelo diretor criativo da Ubisoft Milão, Davide Soliani, em 2014.

## Lançamento
Informações sobre Mario + Rabbids Kingdom Battle foram divulgadas em maio de 2017, antes do anúncio oficial durante a conferência da Ubisoft na Electronic Entertainment Expo 2017. O jogo foi lançado para a Nintendo Switch em 29 de agosto de 2017.